# Peribatodes powelli
Peribatodes powelli là một loài bướm đêm trong họ Geometridae.